# Charles Houchin
Charles Houchin (né le 3 novembre 1987 à Lake Forest dans l'État de l'Illinois) est un nageur américain en activité, spécialiste des épreuves de nage libre.

## Palmarès

### Jeux olympiques
- Jeux olympiques de 2012 à Londres (Royaume-Uni) :
  -  Médaille d'or au titre du relais 4 × 200 m nage libre.

### Championnats du monde
Grand bassin
- Championnats du monde 2013 à Barcelone (Espagne) :
  -  Médaille d'or au titre du relais 4 × 200 m nage libre.

Petit bassin
- Championnats du monde 2010 à Dubaï (Émirats arabes unis) :
  -  Médaille d'argent au titre du relais 4 × 200 m nage libre.

### Jeux panaméricains
- Jeux panaméricains de 2011 à Guadalajara (Mexique) :
  -  Médaille d'or au titre du relais 400 m nage libre.
  -  Médaille d'or au titre du relais 4 × 200 m nage libre.